# Ugler i mosen - Valgfusk
|  | Denne artikel er oprettet af botten PalnaBot ud fra en ekstern database. Den kan derfor have sproglige fejl eller mangler. Denne skabelon kan fjernes efter kontrol af indholdet. |

Ugler i mosen - Valgfusk er en film instrueret af Fateh Warraich.

## Handling
Det er dagen på valgkampen, den 14 sep. 2011, og Fætter er i besiddelse af et valgkort, og han finder hurtigt ud af, at det er en eftertragt vare i lokalområdet, som kan sælges for mange penge. Folk vil kunne stemme og dermed automatisk blive dansker.